# Maurizio Galbaio

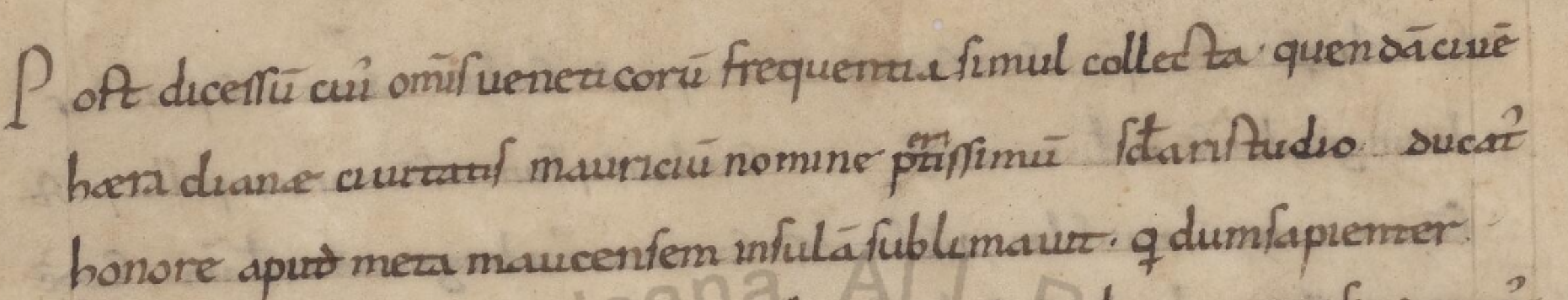
Drei Zeilen aus der vatikanischen Handschrift Urb.lat. 440 saec. xi, f. 9r, bekannt als Istoria Veneticorum, entstanden um 1000: „Post dicessum cuius omnis Veneticorum frequentia simul collecta quendam civem Heraclianae civitatis, Mauricium nomine, peritissimum seculari studio, ducatus honore apud Metamaucensem insulam sublimavit. Qui dum sapienter“. Dies sind die ersten Zeilen der Chronik aus der Feder des Johannes Diaconus, wohingegen die gleichfalls bis 2018 diesem Autor zugewiesenen Abschnitte, die die Geschichte vor 764 schildern, aus einer anderen vatikanischen Handschrift erst im 13. Jahrhundert entstanden. Es handelt sich um die Handschrift Vat. lat. 5269, f. 1r–40v saec. xiii.

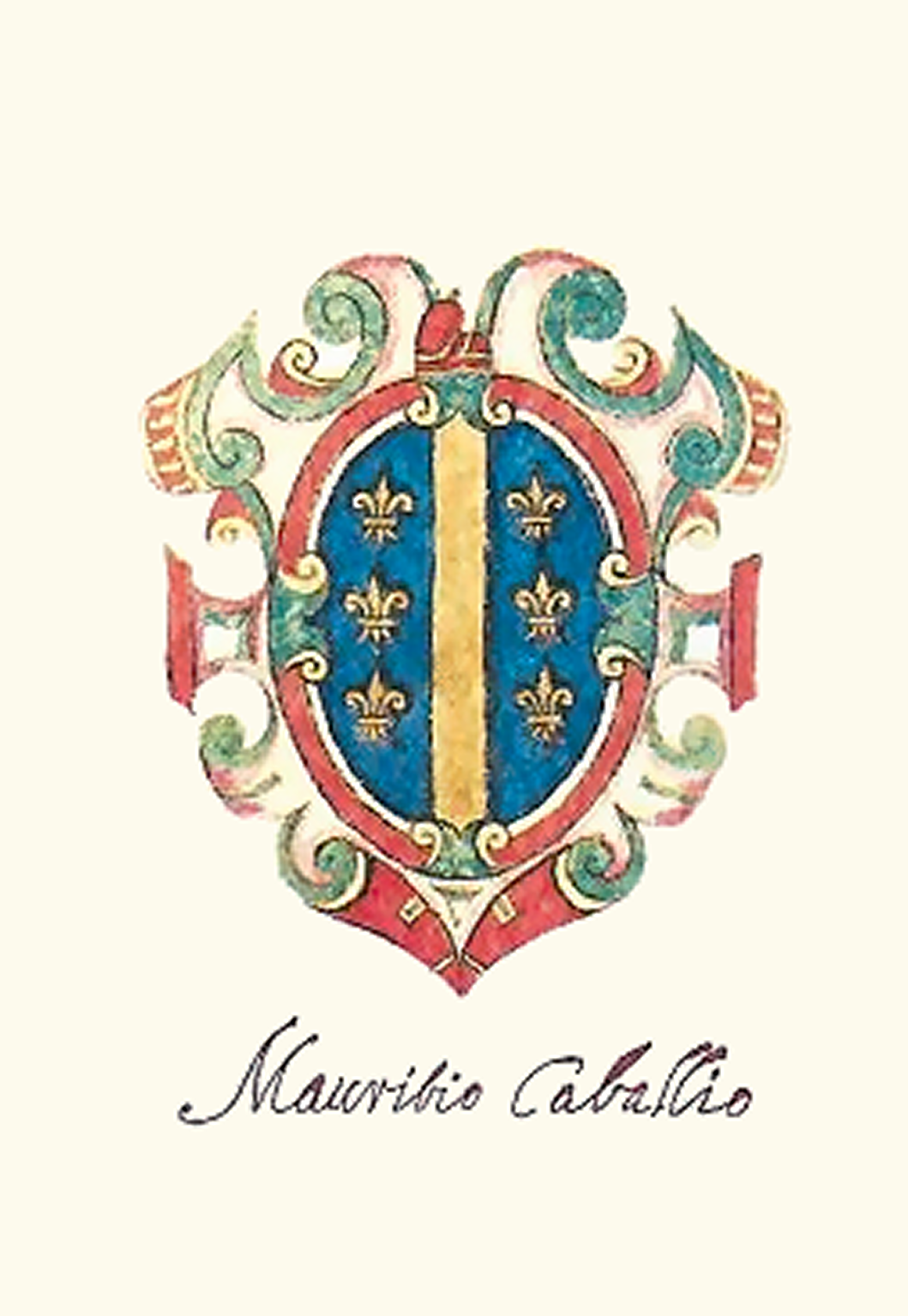
Angebliches Wappen des „Mauritio Caballio“ nach den Vorstellungen des frühen 17. Jahrhunderts. Bei den Wappen frühmittelalterlicher Dogen handelt sich um bloße Rückprojektionen neuzeitlicher Familienwappen. Die Heraldik setzte erst im 3. Viertel des 12. Jahrhunderts ein. Später wurden auch Wappen an die frühen Dogen vergeben, die nie ein Wappen geführt hatten („fanta-araldica“); dies diente dazu, die Familien dieser Epoche mit möglichst frühen Dogen in ein verwandtschaftliches Verhältnis zu setzen, was ihnen Ansehen sowie politischen und gesellschaftlichen Einfluss verschaffte.

Maurizio Galbaio (* 730er Jahre in Heracleia; † 797 in Metamaucum) war nach der venezianischen historiographischen Tradition der 7. Doge der Republik Venedig. Mauritius oder Mauricius, wie er in den früheren Quellen heißt, regierte demnach von 764 bis 787. In der modernen Forschung wird sein Ableben in das Jahr 797 datiert. Während seiner langen Herrschaft geriet der Dukat Venedig in den Konflikt zwischen dem Frankenreich unter Karl dem Großen, der 774 das Langobardenreich erobert hatte, und dem Byzantinischen Reich, zu dem der Dukat formal noch immer gehörte. 785 veranlasste Papst Hadrian I. Karl dazu, den venezianischen Händlern den Zugang zur Pentapolis und ins Ravennatische zu untersagen.
Dabei war Metamaucum – später häufig, dennoch fälschlicherweise mit Malamocco gleichgesetzt – noch immer die Residenz der Dogen, dort war Mauritius von der Volksversammlung gewählt worden, also am Ostrand der Lagune von Venedig. In den laut der Chronik des Andrea Dandolo 23 Jahren seiner Regierung wurden wesentliche Weichen zu Venedigs Aufstieg und politischer Unabhängigkeit gestellt, zugleich interne Konflikte zwischen den Familien und den politischen Interessengruppen abgemildert und die dezentrale Machtausübung der Tribunen endgültig beendet. Jeweils zwei von ihnen stellten ein erstes Beratergremium dar, so dass diese Konstruktion als Ergebnis eines unter Mauritius’ Vorgänger erreichten Kompromisses gilt, der von großer Dauerhaftigkeit war. Dieser Kompromiss konnte jedoch nicht verhindern, dass das Dogenamt, das eher auf administrativ-militärische Ursprünge zurückging, seinen Charakter veränderte, seinen Amtscharakter einbüßte. Es nahm unter Mauritius zudem zentralistischere Züge an, die Familie der Galbaii neigte außerdem als erste Familie zur Bildung einer Dynastie.
Dies erwies sich ab 785, als der Doge seinen Sohn Johannes zu einer Art Mitregenten erhob, was wiederum die Opposition der Großen verstärkte, und noch mehr, als auch der Enkel Mauritius (II.) zum Dogen avancierte. Zugleich entstand in Olivolo (später Castello genannt) im Osten des heutigen historischen Zentrums von Venedig, das erste Bistum. Diese Bistumsgründung betrachtete Heinrich Kretschmayr als „ersten Gründungsakt“ Venedigs, das erst im frühen 9. Jahrhundert zum Herrschaftskern der Lagune avancierte. Darüber hinaus setzte Mauritius durch, dass der Doge erstmals darüber bestimmte, wer im Dukat Venedig Bischof wurde – eine Art des Umgangs mit höchsten kirchlichen Ämtern, die geradezu kennzeichnend für Venedig wurde. Damit gelangten einerseits Rechte und Einnahmen in die Hand der von ihm erwählten Männer, andererseits konnte diese Amtsvergabe dem Ausgleich zwischen den Interessen der tribunizischen Familien und damit dem Machtgleichgewicht dienen.
Historiographisch von Bedeutung ist die Tatsache, dass mit seiner Amtszeit erst die um 1000 entstandene Istoria Veneticorum des Johannes Diaconus einsetzt, während die Zeit seiner Vorgänger zwar auch zu den Abschriften der Istoria Veneticorum gehört, jedoch erst im 13. Jahrhundert vorangestellt worden ist.

## Die Herrschaft des Mauritius

### Machtkonstellation bis zum Ende des Langobardenreiches (764–774)
Mit Mauritius, der laut der um 1000 entstandenen Istoria Veneticorum des Johannes Diaconus aus Heracleia stammte, was das Testament des Dux Giustiniano Particiaco von 829 bestätigt, wurde ein byzanzfreundlicher Doge gewählt. Hingegen waren die Familien Metamaucums, des Residenzortes der Dogen, eher Anhänger der Franken. Mauritius rechnete daher auch bei seinen Auseinandersetzungen mit dem Papst, der sein Territorium zu Lasten Venedigs erweitern wollte, auf Unterstützung durch Kaiser Leo IV., der ihn nach der Wahl zum Magister militum (Heermeister) und Ipato (Konsul) ernannt hatte. In einem Brief des Patriarchen Johannes von Grado an Papst Stephan III. aus dem Jahr 770 sah sich der Patriarch mit „Mauricio, consuli et imperiali duci huius Venetiarum provinciae“ einig. Mauritius trug also nicht nur den Titel eines ‚Konsuls‘, sondern auch den eines ‚kaiserlichen Dux‘ der Provinz. Der Titel war in den Augen des Papstes offenbar noch Ausfluss kaiserlicher Autorität.

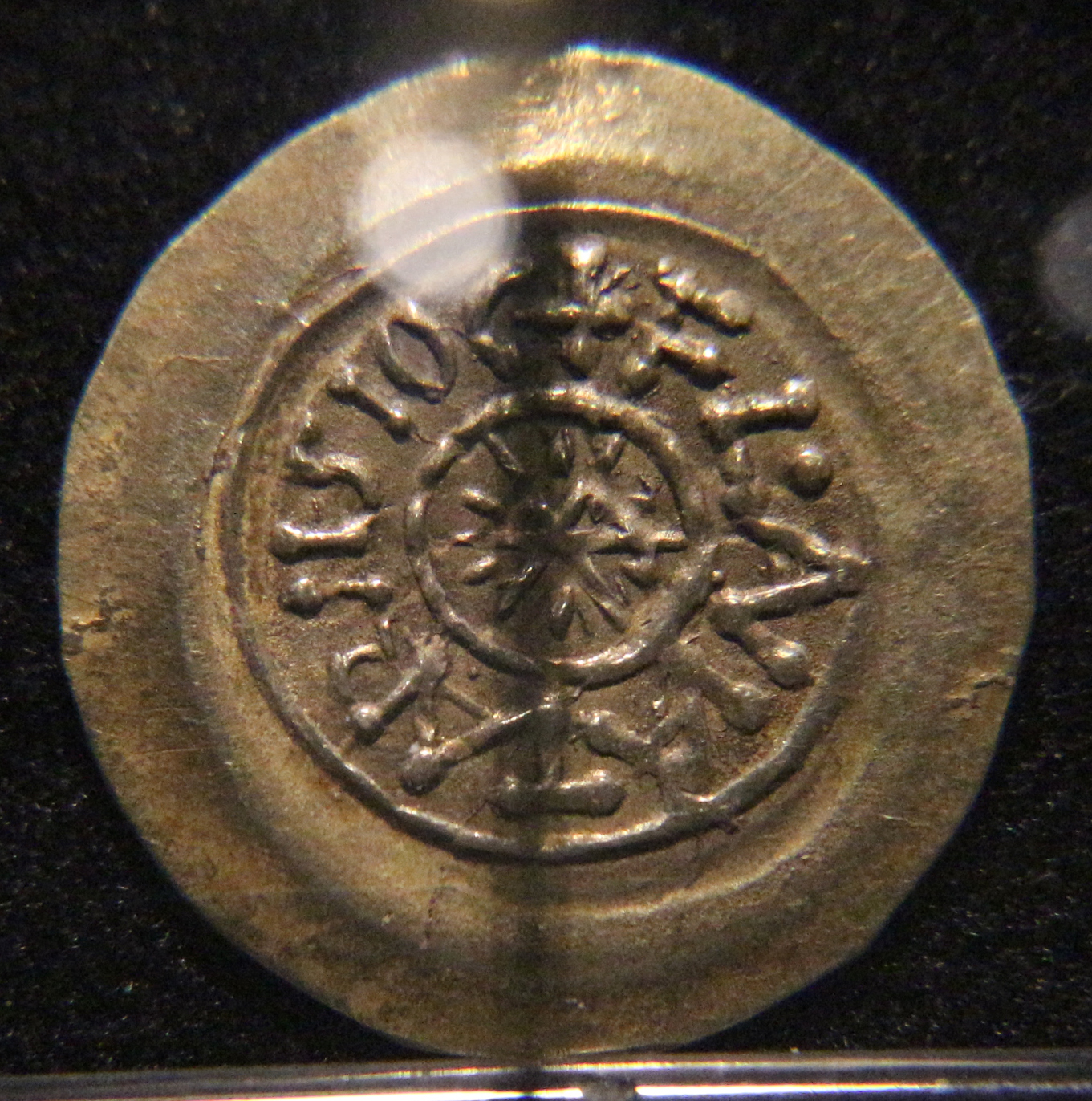
Langobardischer, unter König Desiderius aufgelegter Tremissis aus der Münzprägestätte Treviso

Die Ernennung zum Ipato provozierte den langobardischen König Desiderius. Mauritius wurde bald in die Machtkämpfe zwischen dem Langobardenkönig auf der einen, sowie dem Papst und den Frankenkönigen Pippin und vor allem dessen Sohn Karl I. auf der anderen Seite verwickelt. Um seinen Einfluss in der Lagune zu sichern, nahm Desiderius Johannes, den Sohn des Dogen, der in der späteren Geschichtsschreibung Giovanni Galbaio genannt wurde, gefangen. Johannes hatte an der Seite der Byzantiner auf Istrien gegen die Langobarden gekämpft. Nun diente er Desiderius wohl ab 772/773 als Geisel. Die Geiselnahme wird allerdings nur im Liber pontificalis erwähnt, während die venezianischen Quellen diesen Vorgang verschweigen. In einem Brief an den Papst beklagte ein anderer Johannes, der Patriarch von Grado, die Unterdrückung der Istrier durch die Langobarden, die die Halbinsel besetzt hatten, und die Tatsache, dass sie damit seiner kirchlichen Jurisdiktion entzogen werde. In einem anderen Brief hob er den lobenswerten Widerstand des Dogen Mauritius hervor.
Nun versuchte Byzanz seine im Jahr 751 an die Langobarden verlorenen Gebiete zurückzugewinnen. Doch der Papst wandte sich einem anderen Beschützer zu. Im Jahr 754 überquerte Papst Stephan II. dazu die Alpen und begab sich an den fränkischen Hof, nicht nach Konstantinopel. Der Grund für diese Reise bestand in den Übergriffen des Langobardenkönigs Aistulf, der 750/751 das byzantinische Exarchat von Ravenna erobert hatte. Kaiser Konstantin V., der erfolgreich an der Ostgrenze gegen muslimische Heere kämpfte und dort gebunden war, musste für einige Zeit auf ein Eingreifen im Westen verzichten. Unter diesen Umständen wandte sich der Papst an König Pippin um Hilfe.
Seine Anwesenheit erregte erhebliches Aufsehen, denn es war das erste Mal, dass sich ein Papst ins Frankenreich begab. Beim Treffen in der Pfalz von Ponthion schlossen Stephan und König Pippin ein Freundschaftsbündnis (amicitia). Der König sagte dem Papst Unterstützung gegen die Langobarden zu. Pippin konnte seinerseits auf diese Weise sein junges Königtum legitimieren, denn er hatte 751 den letzten Merowingerkönig gestürzt. So wurden die Frankenkönige zu Schutzherren des Papstes.
Trotz dieser veränderten Lage blieb Konstantinopel nicht untätig. 761 gelang es Kaiser Konstantin V., mit Desiderius eine Allianz zu schließen. Die kaiserlichen Themen des Südens, dazu Sizilien und wahrscheinlich auch die Lagune sollten dazu Hilfe bereitstellen. Doch mit dem Anspruch der Franken und der 774 erfolgten Eroberung des Langobardenreiches endete der letzte kaiserliche Versuch, das spätestens 751 verlorene Exarchat Ravenna zurückzuerlangen.

### Folgen der fränkischen Eroberung des Langobardenreichs

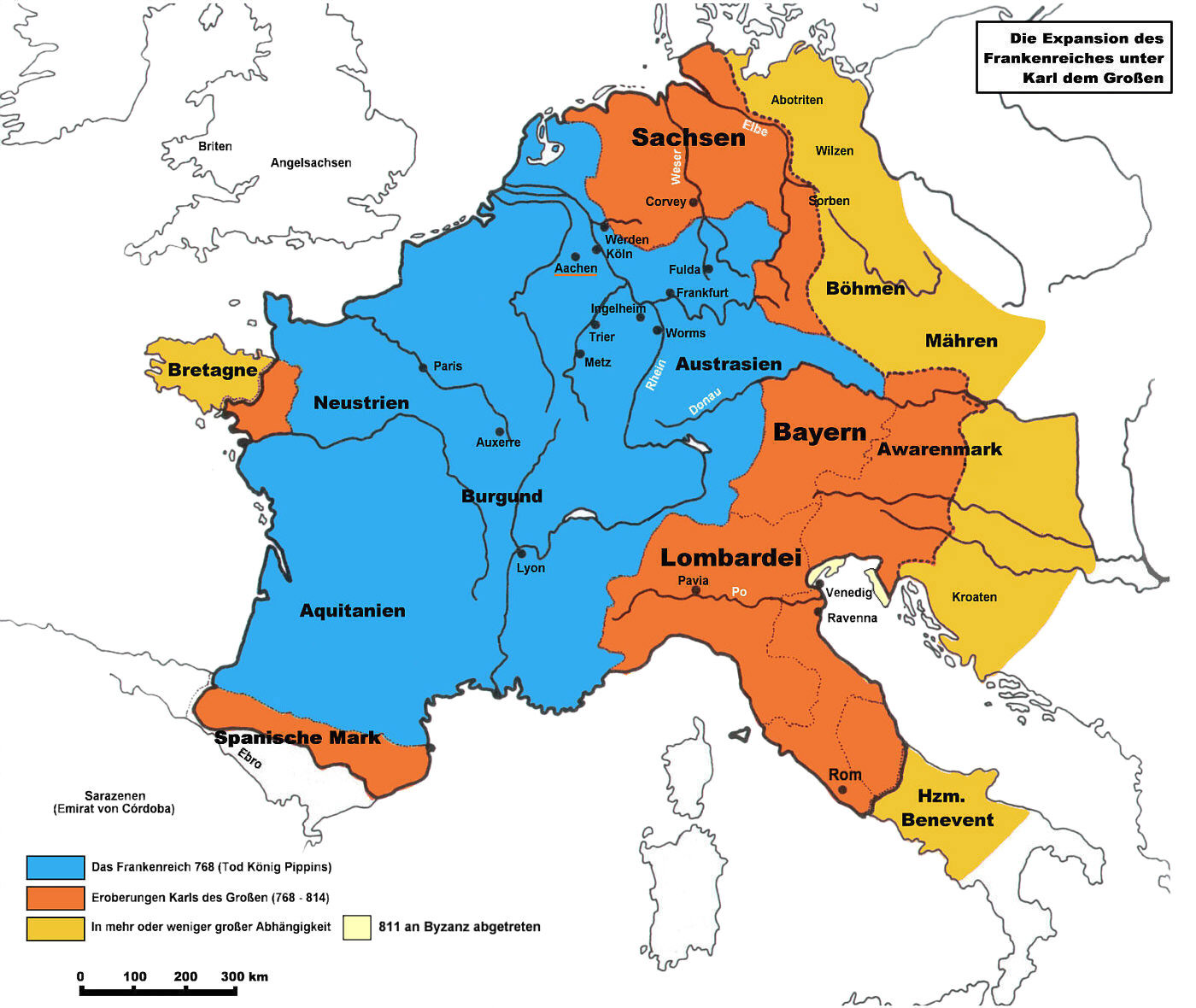
Fränkische Eroberungen zwischen 768 und 816; venezianisches Territorium

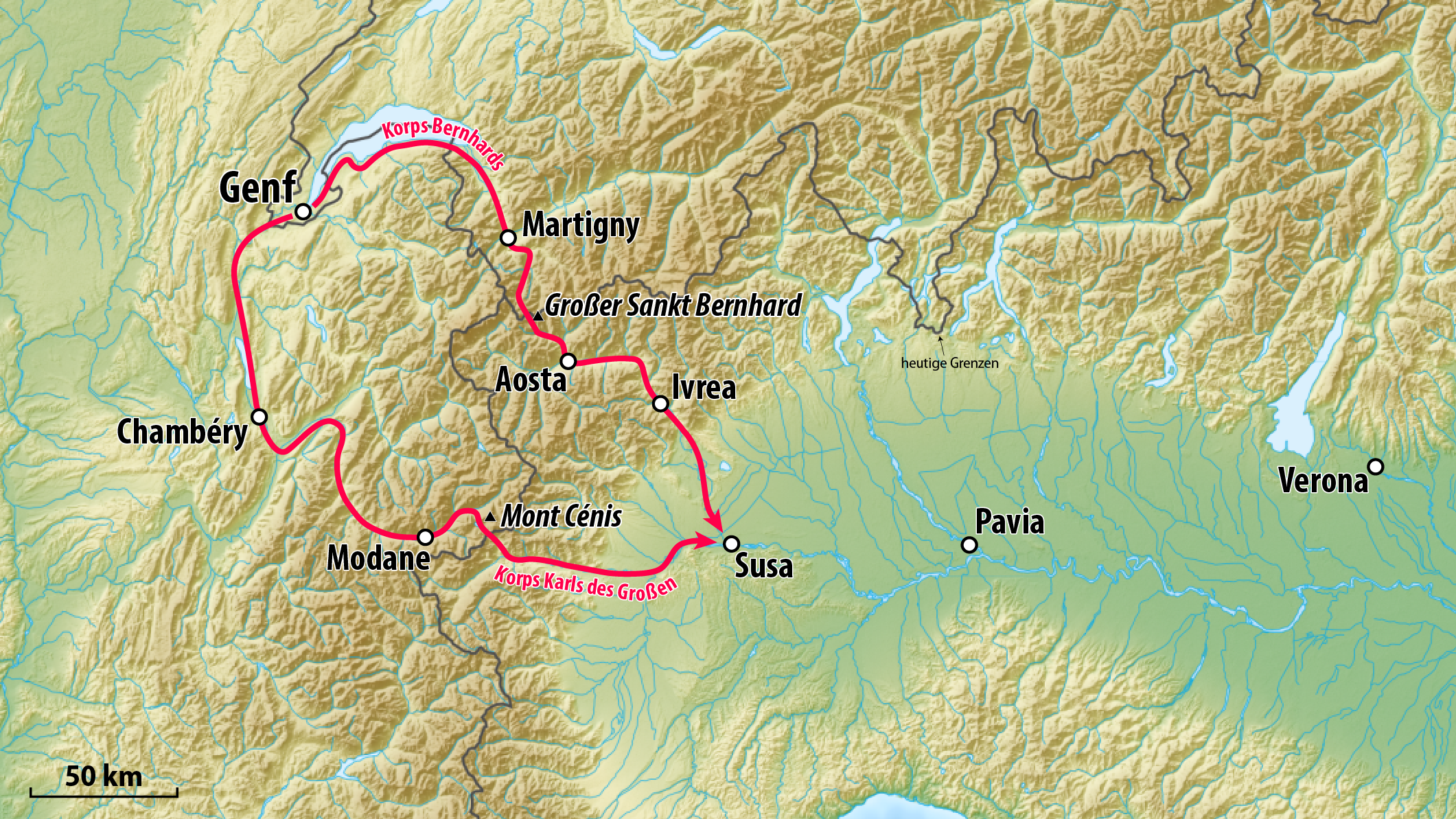
Alpenüberquerungen während des Langobardenfeldzugs der Franken im Jahr 773

Der Langobardenfeldzug Karls, der seine Herrschaft im Frankenreich gefestigt hatte, endete mit der Unterwerfung des Desiderius und der Okkupation weiter Teile des Langobardenreiches einschließlich der Hauptstadt Pavia. Karl selbst ließ sich 774 die Langobardenkrone in Pavia aufsetzen. Auf sein Betreiben wurde der Dogensohn aus der langobardischen Gefangenschaft freigelassen.
Trotz dieser Geste sah sich Venedig nun einer noch stärker expansionistischen Macht unmittelbar gegenüber. Als 775/776 ein Aufstand aufflackerte, verschwanden auch die letzten langobardischen duces aus ihren Ämtern, die Herzogtümer wurden in Grafschaften umgewandelt. Auch der Herzog von Friaul wurde ersetzt.
Viele flohen in das verbliebene langobardische Herzogtum Benevent, unter ihnen der bedeutende Chronist Paulus Diaconus, der mindestens bis 787 an seiner Langobardengeschichte arbeitete, die eine der wichtigsten Quellen für Italien und auch für die frühe venezianische Geschichte darstellt. 781 bot er sich König Karl als Schreiber an – er verfasste dort ein Werk, das den Ahnherrn der Dynastie Karls feierte (Liber de episcopis Mettensibus) – und lebte im Frankenreich, wodurch er wohl 785/786 seinen Bruder aus fränkischer Gefangenschaft befreien konnte. Die Brüder konnten nach Süditalien zurückkehren.

### Rückhalt bei Byzanz, Versuch der Dynastiebildung
Mauritius versuchte einen Gegenpol zu den übermächtigen Franken zu schaffen, indem er die alten Bindungen an das Kaiserreich festigte, dem Venedig formal immer noch angehörte. Es gelang ihm, die Bestätigung seines Sohnes als Nachfolger im Dogenamt durch den byzantinischen Kaiser zu erhalten. Sein Ziel dürfte es gewesen sein, die Wahl des Dogen durch die Veneter abzuschaffen und das Amt erblich zu machen, eine Politik, die die inneren Machtkämpfe in den Städten der Lagune in den nächsten Jahrzehnten bestimmen sollte.
Mauritius starb – anders als seine Vorgänger – eines natürlichen Todes nach einer langen Regierungszeit. Er schloss jedoch seine Augen mitten in einem Konflikt, der Venedigs Unabhängigkeit und sein wirtschaftliches Überleben aufs stärkste gefährden sollte. Er hinterließ zwei Töchter namens Agata und Suria, und seinen Sohn und Mitdogen Johannes, der ihm im Dogenamt folgte.

### Kirchenpolitik, Verhältnis zum Frankenkönig und zum Papst (774–787)
Während seiner Herrschaftszeit sorgte er für eine eigenständigere kirchliche Politik, indem er, wie Johannes Diaconus schreibt, einen „clericum, Obelliebatum nomine“, einen Angehörigen einer tribunizischen Familie aus Metamaucum, auf den neuen Bischofssitz Olivolo inmitten der Lagune setzte (Johannes Diaconus II, 19–21). Bald vermehrte der neue Bischofssitz die Möglichkeiten, zwischen den tribunizischen Familien die Macht auszubalancieren, denn dies verlieh dem Dogen eine neue Machtfülle über die Besetzung des Bischofsstuhls an Angehörige der besagten Familien.
Damit war aber auch eine neue, scharfe Grenze zum Frankenreich gezogen, diesmal in kirchenrechtlicher Hinsicht. Dies war von größter Bedeutung, da an diesen Positionen auch weltliche Rechte und Einnahmen hingen. Diese neue dogale Machtfülle wiederum führte nicht nur zu Konflikten mit dem Patriarchen von Aquileia, dessen Residenz auf fränkischem Gebiet lag, sondern auch mit dem Papst, der seit 754 mit den Franken im Bunde stand. Ein Schreiben Papst Hadrians, der sich des byzantinischen, dann von den Langobarden schließlich von den Franken eroberten Exarchats von Ravenna bemächtigt hatte, und das sich an den Eroberer König Karl richtet, zeigt, dass alle venezianischen Kaufleute das Gebiet der dortigen Pentapolis und das Ravennatische auf seine Initiative hin zu verlassen hatten. Sie sollten, wie es in Hadrians Schreiben heißt, vertrieben, ihr Eigentum eingezogen werden: „ut a partibus Ravennae seu Pentapolis expellerentur Venetici ad negociandum […] ut in quolibet territorio nostro iure sanctae Ravennate ecclesiae ipsi Venetici presidia atque possessiones haberent, omnino eos exinde expelleret…“. Als Begründung (oder Vorwand) für diese ‚Vertreibung‘ der venezianischen Händler wurde der verwerfliche Handel mit Sklaven und Eunuchen genannt. Auch dies geschah im Schatten der fränkischen Politik. Darüber hinaus besetzten fränkische Truppen 787/788 Istrien, so dass dem Patriarchen von Grado erneut der Verlust seiner Bistümer drohte.

## Rezeption

### Bis gegen Ende der Republik Venedig
Für den venezianischen Chronisten Johannes Diaconus, der mehr als zwei Jahrhunderte nach Mauritius schrieb, herrschte der Doge „sapienter et honorifice“. Zugleich war er „peritissimus seculari studio“, womit er dem Dogen große Erfahrung in weltlichen Dingen, also in der politischen Führung attestierte. Die noch viel jüngere Chronik des Andrea Dandolo aus dem 14. Jahrhundert hebt hervor, dass es ihm weitgehend gelungen sei, die Lagunenstädte aus den Konflikten zwischen Franken, Langobarden, dem Papst und dem Ostkaiser herauszuhalten. Zugleich betont Andrea Dandolo, selbst Doge, dass es mit Mauritius nach einer Phase heftiger Binnenkämpfe zu einer langen Zeit inneren Ausgleiches gekommen sei. Im älteren Chronicon Altinate oder Chronicon Venetum erscheint der Doge mit dem Namen und der Amtsdauer „Mauricius dux ducavit ann. 23.“.

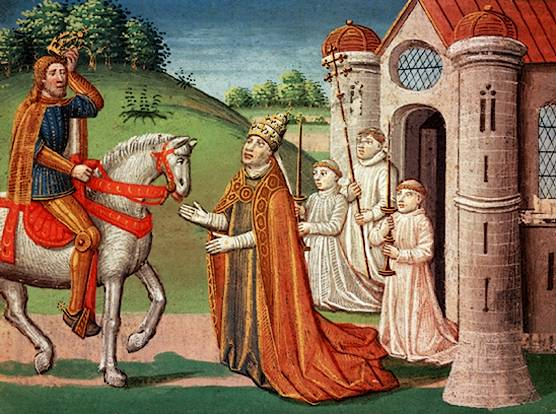
Papst Hadrian I. bittet den Frankenkönig Karl im Jahr 772 um Hilfe, Miniatur, Antoine Vérard, 1493

Für das selbstständig gewordene Venedig war die Deutung, die man der Herrschaft des „Maurizio Galbaio“ beilegte, von erheblicher Bedeutung. Dabei legten die führenden Gremien größten Wert auf die Kontrolle über die Geschichtsschreibung mit Blick auf die Entwicklung der Verfassung, die Frage nach den inneren Auseinandersetzungen zwischen den possessores, aber auch die Machtverschiebungen in der Lagune von Venedig – Heracleia, dann Metamaucum schließlich Venedig selbst als Hauptstadt – der Adria und im östlichen Mittelmeerraum sowie in Italien. Vor allem die Fragen nach der Souveränität zwischen den Kaiserreichen, der Abgrenzung gegenüber den Festlandsmächten, allen voran gegenüber dem Römisch-deutschen Reich und dem Frankenreich, mithin der Herleitung und Legitimation ihres territorialen Anspruches, standen dabei im Mittelpunkt. Auch die Vertreibung der venezianischen Händler auf Initiative des Papstes, später auch die Frage des Sklavenhandels und des Umgangs mit den darin eingeschlossenen moralischen Fragen, spielten fortan eine wesentliche Rolle. Dabei ignorierte man vielfach den Einfluss der Volksversammlung, die im 13. Jahrhundert endgültig ihren Einfluss verlor, und fasste die mächtigeren unter den frühen Dogen als Überwinder der Tribunenherrschaft auf. Darüber hinaus deutete sich das Problem der Dynastiebildung mit der Erhebung des Johannes zum Mitdogen an, eine Dynastiebildung, die das spätere Venedig mit allen Mitteln zu unterbinden suchte.
Die älteste volkssprachliche Chronik, die Cronica di Venexia detta di Enrico Dandolo aus dem 14. Jahrhundert, stellt die offensichtlich auch für die Historiker nicht (mehr) verständlichen Vorgänge auf einer weitgehend personalen Ebene dar. „Mauricio Calbanyo“ wurde im Jahr „VIIcLII“ (752) mit Einverständnis des Volkes zum Dogen gemacht („fu facto Duxe, cum volontade del povolo“). Er habe „prudentissimamente“ regiert. Dabei war er von überaus edler Abstammung („nobelissimo“), aus „Eraclea“. Als er so alt war, dass er nicht mehr herrschen konnte, nahm er einen seiner Söhne „nomado Johane“, der statt des Vaters regieren sollte. Mauritius starb in dieser Chronik nach nur „anni XVI“ seiner Herrschaft.
Pietro Marcello vermerkte 1502 in seinem später ins Volgare unter dem Titel  Vite de'prencipi di Vinegia übersetzten Werk lakonisch, dass  „Mauritio Galbaio“ aus „Eraclia“ stamme. Während er ausgiebig die Herrschaft des Mauritius lobt, tadelt er dessen Sohn im selben Absatz wegen seines Verhaltens gegenüber dem Patriarchen und der darauf folgenden militärischen Intervention Pippins, dem dieser Angriff auf die Lagune von seinem Vater Karl dem Großen befohlen worden sei. In der zugrundeliegenden lateinischen Ausgabe von 1502 lautete der Eintrag zum Dogen noch „Mauritius Dux.VII.“ Lapidar heißt es dort, dass er seinem Vorgänger „successit“, ihm also ‚nachfolgte‘. Damit wurde eine fürstliche Nachfolgeordnung suggeriert, die sich in Venedig nie durchsetzte.
Weniger knapp berichtet Gian Giacomo Caroldo in seiner Chronik, die er zwischen 1520 und 1532 verfasste, über Mauritius. Caroldo, der sich nach seinen eigenen Worten auf die Chronik des Andrea Dandolo stützt (S. 54), vermerkt, der in Heraclea geborene „Mauritio“ sei im Jahr „DCCLXIIIJ“, also 764, gewählt worden. Bei diesem Dogen ergeht sich der Autor in Allgemeinplätzen. So sei dieser „nobile et virtuoso“ gewesen, habe sein Amt mit „giustizia“ geführt und die zerstrittenen Venezianer geeint. Auch den Frieden habe er gegen „barbariche perturbationi ch’erano iminenti“ aufrechterhalten. Der Doge, „Imperial Consule“, grämte sich, dass durch „insolenze“ der Langobarden seine Autorität im Patriarchat Aquileia nichts galt, und so schickte er „suoi Oratori al Pontefice Stephano di questo nome secondo, li quali furono Magno Sacerdote Strunario et Constantino Tribuno, con il Patriarcha di Grado“. Doch auch diese beiden „Oratori“, die namentlich genannt werden, und der Patriarch von Grado, konnten bei Papst Stephan II. nichts erreichen. Bis zu dieser Zeit, so Caroldo, seien alle von Paduanern besiedelten Inseln in der Lagune dem Bischof von Malamocco unterstellt gewesen. Doch nunmehr hätten sich die „Gemelle isole, quelle di Rialto, de Lorio et Dorso duro“ dem neuen Bischof von Olivolo unterstellt, der „antichissima isola“ (gemeint ist der Bischofssitz in Castello). Diese Veränderung sei von Papst Hadrian anerkannt worden („approvato per il privilegio“). Eine Synode des venezianischen Volkes und des Klerus, „assistente il Duce et Patriarcha“, wählte „Obeliobaro clerico, figliuolo d’Eneaglino Tribuno, Mathemaucense Vescovo, laudato investito et intronizato dal Duce“. Der neue Bischof war also ein Sohn des Tribunen Eneaglino, des Bischofs von Metamaucum, was zu dieser Zeit unproblematisch war. Es dürfte aber auch Caroldo klar gewesen sein, dass die Rechte der Kirchenhierarchie beiseite geschoben wurden, wenn Volk und Klerus wählten und der Doge, statt des Patriarchen oder des Papstes, den Bischof ‚investierte und inthronisierte‘. Der Bischof blieb, so setzt Caroldo fort, 23 Jahre im Amt. Um dem Dogen für seine überaus lobenswerten „operationi“ zu danken („gratificare“), erhoben die Venezianer seinen Sohn zum Mitdogen. Der Autor hält allerdings die Tatsache, dass die Venezianer zwei Dogen hatten, für ein „pernicioso essempio a successori“, für ein ‚schädliches‘ oder ‚unheilvolles Beispiel für die Nachfolger‘. Als Mauritius starb, folgte ihm sein Sohn Iohannes im Jahr 787 im Amt.
Auch Heinrich Kellner meint in seiner 1574 erschienenen Chronica das ist Warhaffte eigentliche vnd kurtze Beschreibung, aller Hertzogen zu Venedig Leben, „Mauriitus Galbaius“ sei 764 „der Sibende Hertzog“ geworden. „Monegario hat gefolgt Mauritius Galbaius von Eraclia / im jar 764“ konstatiert Kellner und folgt hierin Marcello. Für ihn war der neue Doge „Ein Mann eines thewren hohen Verstandts / unnd gütiges Gemühts oder Hertzens“, der wegen seines „ehrbar billich Regiments“ die Vergünstigung erlangte, als erster seinen Sohn Johann zu seinem „Gehülffen“ zu erheben. Unter „Fortunats, Ertzbischoff zu Grado“ verschworen sich zwar einige, doch wurde die „Meuterey“ entdeckt und Fortunatus musste „zu Keyser Caroln“ fliehen, „bey welchem er den Venetianern viel ubels nachredet / und den Keyser dermassen erzürnet und bewegt / daß er seinem Son Pipino / der König in Italia war / befahl die Venetianer zu bekriegen.“ Pippin zog nach „Eraclia und Equilio“, weil diese „nahe am Lande lagen“. Angesichts ihrer schwachen Mauern gingen viele der Bewohner nach Malamocco und Rialto. „Hertzog Johann“, der das Regiment viel schlechter führte, als sein Vater, „schicket sein Son Moritzen mit einer grossen Armada wider Johannem / Ertzbischoffen zu Grado“. Dieser Mauritius (II.) nahm den Kleriker Johann gefangen und warf ihn „von einem sehr hohen Thurm herab.“ Fortunatus knüpfte nun Kontakte zu den führenden Familien – „macht er ein heimlichen verstandt und Practick mit den Fürnemmesten zu Venedig“ –, um Mauritius und seinen Sohn zu stürzen. Doch das „Bündnuß“ wurde „entdeckt“ und Fortunatus begab sich nach „Tervis“, also nach Treviso. Auf kaiserlichen Befehl bekriegte nun Pippin die Venezianer. Mauritius war 23 Jahre Doge, sein Sohn 9, nach dem Ableben seines Vaters noch einmal die gleiche Zeitspanne. Nachdem er selbst im siebten Jahr seinen Sohn zum Mitdogen erhoben hatte, wurden beide gestürzt – so „zog er ins elendt mit dem Son“, was so zu verstehen sei, wie der Autor in einer Marginalie erklärt, dass die beiden „verjagt worden“ seien. Hier sieht Kellner anscheinend zwei Angriffe durch Pippin, oder er zieht dessen Angriff zeitlich vor, die Chronologie ist dabei recht unklar.
Francesco Sansovino (1512–1586) gab in seinem Werk Delle cose notabili della città di Venetia, Libri II, in Venedig 1587 publiziert, den Namen des Dogen mit „Maoritio Galbaio“ in einem wenige Zeilen umfassenden Abschnitt wieder. Nach ihm wurde die „bontà“ des Dogen so hoch geschätzt, dass er als Mitdogen seinen Sohn durchsetzen konnte („ottenne per compagno nel Principato vn suo figlio“) und er vom Kaiser zum Konsul erhoben wurde. Auf ihn sei der besagte Sohn im Amt gefolgt.

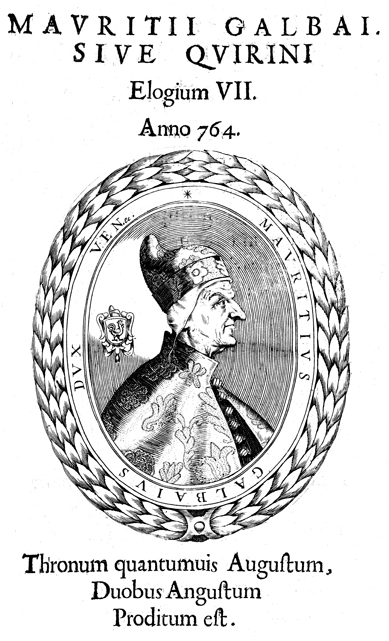
Leone Matina: Phantasieporträt des Dogen in der wohl ersten gedruckten Porträtserie aller bis dahin anerkannten Dogen, dem Ducalis regiae lararium von 1659; darin wurde Maurizio Galbaio der einflussreichen Familie Querini zugeordnet und als siebenter Doge aufgeführt. Zudem führte er den Hahn (gallo) im Wappen.

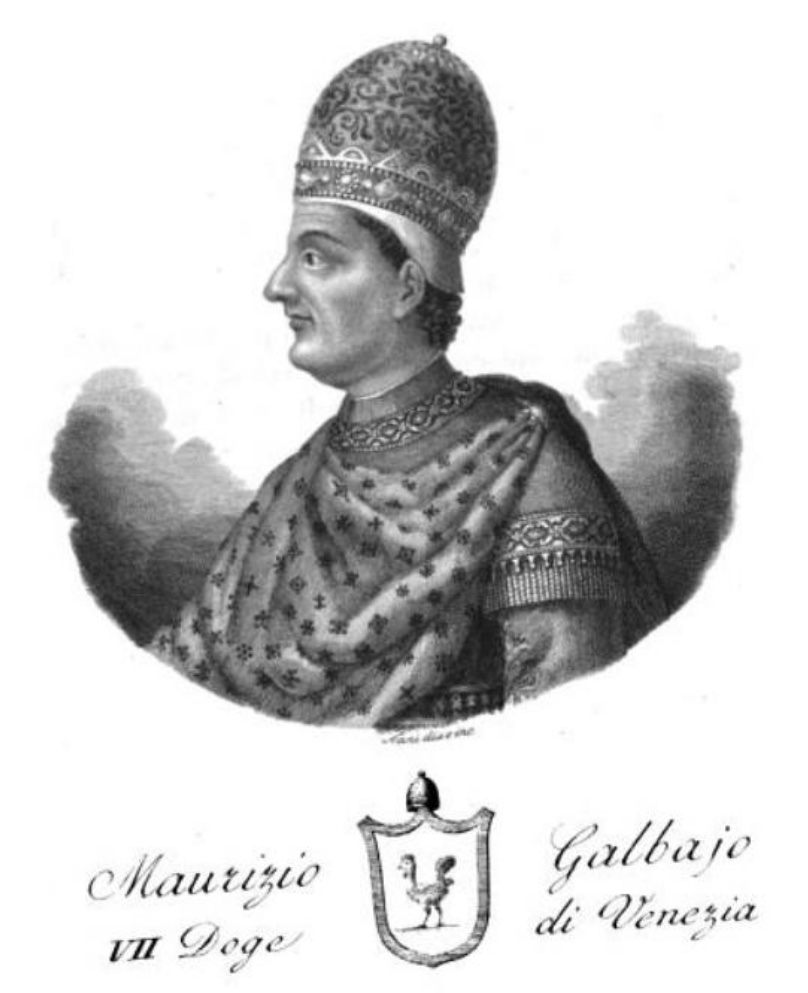
Kupferstich mit einem Phantasieporträt des Dogen, geschaffen von Antonio Nani (vor 1834), der es in seiner Serie dei Dogi di Venezia intagliati in rame da Antonio Nani 1835/36 und 1840 erstmals veröffentlichte

In der Übersetzung der Historia Veneta des Alessandro Maria Vianoli, die 1686 unter dem Titel Der Venetianischen Hertzogen Leben / Regierung, und Absterben / Von dem Ersten Paulutio Anafesto an / biss auf den itzt-regierenden Marcum Antonium Justiniani in Nürnberg erschien, hieß der Doge „Mauritius Galbajus, der Siebende Hertzog“. Nach der umfangreichen Darstellung war er „ein wahres Muster aller vollkommenen Tugenden“ (S. 56). Als Karl den Langobardenkönig Desiderius in Pavia belagern wollte, habe der Franke erkannt, dass eine lückenhafte Belagerung überaus lange dauern würde, und er habe daher „bey den Venetianern un eine gewisse Anzahl Schiffe“ anhalten lassen, worauf diese zusagten, 25 Schiffe bereitzustellen, um die belagerte Stadt von allen Zufuhren abzusperren. Desiderius habe aufgrund dessen im Jahr 774 aufgeben und in fränkische Gefangenschaft gehen müssen. Bald sei die Stadt Venedig „nicht nur allein an der Zahl der Einwohner / sondern auch augenscheinlich an zeitlichen Gütern / dermassen zugenommen / daß ihr Staat nunmehro der Bischofflichen Hoheit gewürdiget zu werden / beschlossen worden : weswegen sie Obelialtum Marinum, eines Zunftmeisters von Malamocco Sohn / zum ersten Bischoffen überkommen / welcher darauf seinen Sitz in der Insel Olivola, heut zu Tag Castello genannt/genommen hatte : Auf solche Weise genosse dieser gutthätige Fürst Mauritius diejenigen Früchte / wegen des Allgemeinen Vaterlands Ruhe und Wohlstand / schon längstens zu kosten bis hiehero / aufbehalten und versparet“ (S. 63). Außerdem habe er sich seinen „Unterthanen so lieb und wehrt gemacht“ … „daß ihm auch erlaubet worden / seinen Sohn Johannem ihm zu einem Gehülff und Gesellen anzunehmen“ (S. 64). Er habe insgesamt 23 Jahre „guter Regierung“ erlebt.
Die Herrschaftsdaten waren im späten 17. Jahrhundert nach wie vor umstritten, was erst Recht für die früheren Dogen galt. So schrieb 1687 Jacob von Sandrart in seinem Werk Kurtze und vermehrte Beschreibung Von Dem Ursprung / Aufnehmen / Gebiete / und Regierung der Weltberühmten Republick Venedig, dass der Vorgänger des Dogen, „Dominicus Monegarius“ daran gescheitert war, dass er und die beiden „jährlichen Rathsherren“ nie einmütig waren. Daran schließt der Autor an: „Jm Jahr 757. ward erwehlt (VII.) Mauritius Galbajus“. Doch außer, dass er, „nachdem er etliche Jahr glücklich regiert hatte / von dem Volck die Macht bekam / bey seinem Leben einen Nachfolger neben sich in die Regierung zu nehmen“ berichtet er nur, dass er seinen Sohn Johannes ins Amt nahm, „welches das einzige Exemplar war / von zweyen zugleich regierenden Hertzogen“. Er habe jedoch den „Verstand“ gebraucht, „daß er in seinem Alter eines Beystandes vonnöthen hätte“.
Auch in populären Darstellungen wurde dieser Aspekt der Dynastiebildung immer wieder aufgegriffen und als Verfehlung gedeutet. So nahm August Daniel von Binzer 1845 an, dass es nach der Blendung und Verbannung seines Vorgängers zur Wahl kam. Diese Wahl „fiel auf Maurizio Galba (oder Galbajo), der 23 Jahre regierte, von 764–787 obgleich er, die Wahlfreiheit beeinträchtigend, 778 seinen Sohn zum Mitregenten ernannt hatte und dieser auch wirklich folgte“. Folgerichtig, jedenfalls in den Augen Binzers, wurden, nachdem dieser wiederum 796 seinen Sohn Maurizio zum Mitregenten erhoben hatte, „nach wiederholten vergeblichen Versuchen endlich beide abgesetzt und verbannt“.

### Historisch-kritische Darstellungen
Nach Johann Friedrich LeBret, der ab 1769 seine Staatsgeschichte der Republik Venedig publizierte, war „viele Überlegung“ dem Volk nicht zuzutrauen, „welches die Fürsten so wählete, und wieder so verjagete, wie ein Töpfer seinen Topf bildet, und ihn wieder zerschmettert“. Mauritius, „aus dem adelichen Hause Galba“, erhielt die meisten Stimmen, so Le Bret. Dieser habe nicht nur ein großes Vermögen besessen, sondern sich auch durch seine Handlungen „eine allgemeine Hochachtung“ erworben. Er habe so regiert, „daß er dem Namen der Venetianer Ehre machte, und ihre öffentlichen Angelegenheiten mit vieler Weisheit und Mäßigung versah.“ Die Päpste wandten sich nach Auffassung Le Brets an die Frankenkönige vor allem im Interesse ihrer „Gefälle, welche ihnen die Herzoge von Benevent vorenthalten hatten“. Doch ohne Furcht vor Bannandrohungen heiratete Karl die Tochter des Desiderius, nach Auffassung des Autors ordnete der König seiner „Eroberungsbegierde“ alle Tugenden unter. 771 mischte sich Desiderius in den Streit zwischen Aquileia und Grado um die Bistümer auf Istrien ein, womit er dem Franken Anlass zur Einmischung gegeben habe. Den päpstlichen Bannstrahl beantworteten die Bischöfe Istriens, indem „sie sich vielmehr selbst unter einander ordinirten.“ Mauritius habe nun „einen Geistlichen, Magnus, seinen Archivisten, und einen Tribun, Constantinus, als Gesandten an den Papst“ aufgeboten (S. 113), doch der Zug des Desiderius gegen Rom, aber auch die Anwesenheit von Karls Neffen in Italien habe eben diesen Karl dazu veranlasst, Verona zu erobern, dann Pavia. Er nahm Desiderius gefangen. Istrien habe „Karl der Große dem griechischen Reiche“ als letztes abgenommen. Auf einer Versammlung im Jahr 801 seien nicht nur der Patriarch von Aquileia und die Bischöfe erschienen, sondern auch 172 „Abgeordnete der Städte“. Anhand einer Urkunde glaubt der Autor zeigen zu können, dass die Bischöfe durch den Wechsel zu Desiderius versucht hatten, die Abgaben an Byzanz zu reduzieren, von denen sie auf der Halbinsel die Hälfte tragen mussten. Zu diesem Zweck fälschten sie und luden den Istriern schwere Lasten auf, forderten „den dritten Theil des Weinwachses“. „Dieses war die Ursache, daß sie dem Patriarchen von Grado nicht mehr untergeben seyn wollten; und Desiderius that weiter nichts, als daß er von ihrem Frevel seinen Vortheil zog“ (S. 114). Der Doge versuchte, den Papst dagegen einzunehmen, doch nicht seine Briefe änderten das Verhalten der Bischöfe, sondern erst die fränkische Eroberung. Dann setzt der Autor fort: „Die venetianischen Geschichtsschreiber melden uns, der Doge Moriz habe dem Kaiser Karl Schiffe auf dem Po zugeschicket“. Dies erst habe „den Desiderius genöthiget, sich zu ergeben“ (S. 115), und die Venezianer schildern diesen Vorgang „mit sehr künstlichen Farben“, und dies sei der Grund, „warum Karl ihnen hernach solche Freyheiten ertheilet habe“. Später widerspricht der Autor dieser Darstellung, denn Venedigs Händler seien aus dem Gebiet Ravennas und der Fünf Städte vertrieben worden, Venedig hätte ein schwaches Langobardenreich einem übermächtigen Frankenreich in jedem Falle vorgezogen (S. 117). Da Mauritius wusste, dass „sein Alter ihn bereits der Lebhaftigkeit beraubt, welche bey einer solchen halb militärischen und halb bürgerlichen Stelle erfordert wurde“, er zudem seinen Sohn „mit einer außerordentlichen Zärtlichkeit liebte“ und ihn auf sein Amt vorbereitet hatte, konnte er fordern, dass er seinen Sohn zur Stütze brauchte. Doch habe der Doge bemerkt, dass die „unüberlegte Höflichkeit“ des Volkes „dazu dienen würde, daß ein anderer Fürst es desto ungescheuter wagen dürfte, seine Würde erblich zu machen“ (S. 115). Wer wolle schon Richter darüber sein, ob dieser die gleichen Verdienste erworben hatte, wie Mauritius, fragt Le Bret rhetorisch. „Dem Volke würde man doch wohl das Richteramt nicht auftragen können, welches gewohnt war, seinen Fürsten die Augen auszureißen.“ Doch man schätzte sich glücklich, so der Autor, „und hoffte, die güldenen Zeiten des von seinem Volke angebetheten Morizen würden ewig währen“ (S. 116). Als dieser starb habe das Volk geweint, nachdem er „drey und dreyßig Jahre den Thron mit Ruhme besessen“.

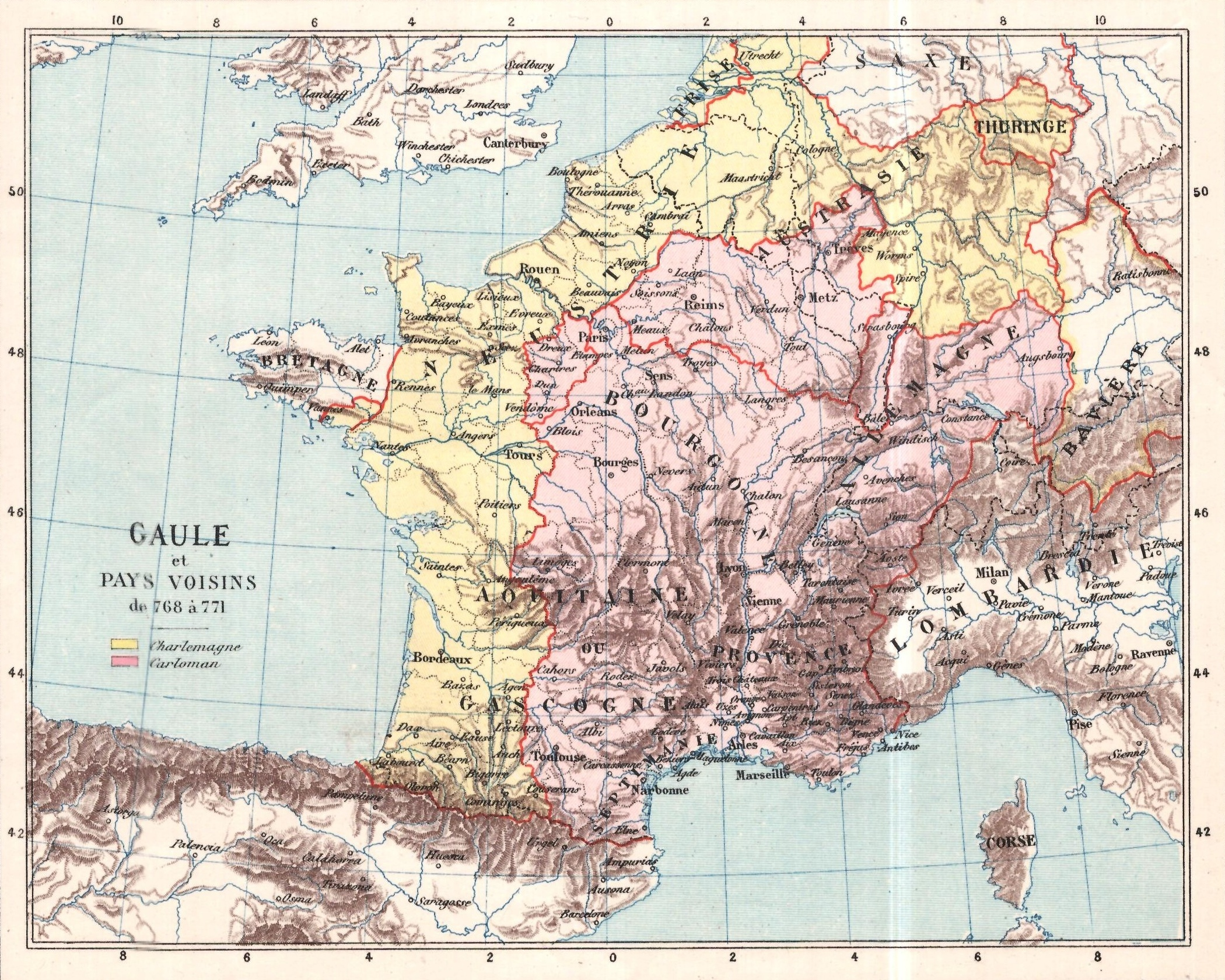
Die ungefähren Machtbereiche der Brüder Karl und Karlmann, die 768 bis 771 um die Nachfolge ihres Vaters Pippin kämpften

Samuele Romanin räumt dem Dogen 1853 immerhin neun Seiten in seinem zehnbändigen Opus  Storia documentata di Venezia ein. Für ihn entstammte „Maurizio Galbajo“ ebenfalls einer „nobile famiglia“ aus Eraclea. Er habe sich durch „saviezza e prudenza, per mente perspicace e pronto“ hervorgetan und habe starken Rückhalt beim Volk gehabt (sinngemäß: durch ‚Klugheit und Besonnenheit, für einen scharfsinnigen und zupackenden Verstand‘). Nach innen bestand seine erste Aufgabe darin, Eraclea und Jesolo auszusöhnen, dann die Lagune vor „incursioni degli Italiani“ zu schützen, wie seither, so der Autor, die Venezianer die Bewohner des Festlands zu nennen pflegten, und schließlich die Prosperität mittels Frieden zu befördern. Bei Romanin erscheinen jedoch nicht nur die Söhne nebst der Ehefrau Karlmanns am Hof des Langobardenkönigs, sondern auch „Unoldo, duca di Aquitania“ (Hunold von Aquitanien), der sich von Karl ebenfalls um seine Rechte gebracht sah. Doch in den Augen Romanins waren die uneinigen Langobarden ohne Aussicht auf erfolgreichen Widerstand gegen Karl. Die Legende von der Hilfe der Venezianer bei der Belagerung Pavias fertigt Romanin nur noch in einer Fußnote ab, da sich außer späteren venezianischen Geschichtsschreibern niemand in diesem Sinne geäußert habe (S. 127). Der Autor führt den Widerstand gegen die Frankenherrschaft sowohl in Friaul, als auch in Benevent und Rom vor Augen, den der König jedoch schnell niederwarf, um sich dann der Kaiserkrönung zu widmen (S. 129). Die Venezianer beobachteten diese Vorgänge mehr, ‚als man gemeinhin glaubt‘. Sie wechselten die Bündnisse, mal mit ‚den Griechen‘, mal mit dem Papst, dem Bischof von Ravenna, oder auch mit den Langobarden. Sie hatten sogar während der letzten Jahre des Exarchats Land bei Comacchio am Unterlauf des Po erworben („Filias. VII, 168“). So untersagte ihnen Karl 784 nicht nur wegen dieser Politik den Handel, sondern sie sollten auch wegen des Handels mit Sklaven vertrieben werden (S. 130). Spätere Bestimmungen zum Verbot des Sklavenhandels würden erweisen, so Romanin, dass dieser Handel mit den Sarazenen dennoch fortbestand. Außerdem sei Karl den Venezianern nicht wohlgesinnt gewesen, so dass der Boden für die späteren Vorgänge bereitet gewesen sei (gemeint ist wohl der Angriff auf Venedig durch Pippin). Eine Synode aller Bischöfe des Patriarchats Grado, aber auch der nobili, des Klerus, als auch des Volkes habe bestimmt, „Obelierio od Obeliebato“, Sohn des „Eugario“, oder, nach anderen Autoren, den Tribunen von Malamocco Eneangelo zum Bischof von Olivolo zu wählen. Er wurde vom Dogen investiert und vom Patriarchen konsekriert. Dies belegt Romanin mit zwei Zitaten aus der „Sagornina“, wie man zu dieser Zeit die Chronik des Johannes Diaconus nannte, die Istoria Veneticorum, und der Chronik des Andrea Dandolo (S. 131). Die Widersprüche nennt er allerdings nicht explizit, denn bei Johannes Diaconus heißt es: „apud Olivolensem insulam apostolica auctoritate novum Episcopum fore decrevit“, während die Unterscheidung zwischen Investition und Inthronisation durch den Dogen einerseits und Konsekrierung durch den Patriarchen andererseits erst bei Dandolo erscheint. Romanin folgt also hier der sehr viel jüngeren Chronik Dandolos. Schließlich habe der alternde Doge nach einem häufigen Brauch in Konstantinopel, seinen Sohn „Giovanii“ nach Einberufung der Volksversammlung zum Kollegen erhoben. Dies und die stärker werdende Frankenpartei – bedingt durch das wachsende Prestige des Kaisers – führte zu Unruhen, doch starb der Doge, bevor diese zu handfesten Folgen führen konnten.
1861 widmete Francesco Zanotto in seinem Il Palazzo ducale di Venezia dem Dogen drei Seiten, die zunächst mit der Wahl auf dem Lido di Malamocco im Jahr 764 einsetzen, um dann die Namensvariante des Sanudo, nämlich „Calbalono“ zu nennen. Wie die meisten Historiker, wie Zanotto selbst meint, schreibt auch er ihm die besten Eigenschaften zu: „uomo di grande ingegno, peritissimo in ogni scienza politica, prudente, chiaro per la integrità del vivere“. Außerdem besaß er demnach die wichtigste Eigenschaft, die „moderazione“, die ‚Mäßigung‘. Insgesamt sei er von jener Art Herrscher gewesen, die weniger durch „splendide gesta“ sondern durch die „benedizioni dei popoli“ im Gedächtnis haften geblieben seien. Während Sagornino (wie zu dieser Zeit die Chronik des Johannes Diaconus genannt wurde), Dandolo, Giustiniano und Sanudo darüber geschwiegen hätten, so der Verfasser, habe er dadurch Verdienste erworben, „che si levassero dal lato i due tribuni“. Nach Zanotto war es gerade der Wille des Dogen, sich aus den großen Konflikten herauszuhalten, der ihn auszeichnete. Die Bereitstellung einer Flotte für Karl, der vor Pavia stand, sei eine Erfindung italienischer Historiker, während kein einziger der ausländischen Geschichtsschreiber diese erwähne. Zanotto folgt explizit „Beneventano“, wenn er erklärt, die Flotte sei nur zur Lieferung von Lebensmitteln eingesetzt worden, also nicht zum Kampf. Im übrigen hielt Zanotto die Erhebung des Sohnes zum Mitdogen und Nachfolger für die wichtigste Tat des Dogen. In einer Fußnote erwähnt er darüber hinaus, dass der Historiker Torrelli eine Abstammung der Familie von der gens romana Sulpizia postuliere, zu der auch Kaiser Galba gehörte. Demnach berichte dies auch p. Leone Mattina, der annahm, die Familie sei von Rom in die venezianische Lagune gezogen. Herauszufinden, ob diese umfangreichen Spekulationen einen wahren Kern enthielten, sei jedoch ein ‚vergebliches Unterfangen‘ („opera vana“). Dabei seien Orte wie Triest, Altino, Capodistria oder Padua zusätzlich in die Spekulationen um die Herkunft der Familie eingebracht worden, ebenso wie bei der Frage nach dem Zeitpunkt des Aussterbens der Familie widersprüchliche Angaben, nämlich 1202, 1262 und 1286 gemacht worden seien. Ansonsten verhielten sich die Geschichtsschreiber so, dass sie in den höchsten Tönen die Eigenschaften Maurizios lobten, so als sei dadurch jede weitere Tatsache als unnütz für seinen Ruhm zu erachten.
August Friedrich Gfrörer († 1861) postuliert in seiner 1872 posthum erschienenen Geschichte Venedigs von seiner Gründung bis zum Jahre 1084, dass es zu einem „Wechsel des politischen Systems“ gekommen sei. Dabei übersetzt er die Chronik Andrea Dandolos: „Obgleich aus Heraclea gebürtig, schlug er seinen Sitz in Malamocco auf.“ Für Gfrörer war Heraclea „Mittelpunkt der byzantinisch-gesinnten Veneter“ (S. 69). Dennoch habe Desiderius im neuen Dogen „ein Werkzeug byzantinischer Herrschaft“ gesehen. Dieser habe, um nach dem Tod Pippins einen der streitenden Brüder Karl und Karlmann für sich zu gewinnen und diesem zugleich zum Sieg zu verhelfen, beiden seine Tochter „Desiderata“ zur Ehe angeboten. Karl habe zugegriffen und gegen die Worte des Papstes seine Frau verstoßen, um die Langobardin zu heiraten. Auf diese Weise habe Desiderius gehofft, nicht nur den Sieg des Schwiegersohnes von seiner Unterstützung abhängig zu machen, sondern vor allem, Italien gänzlich unterwerfen, und auch Venetien seinem Reich einverleiben zu können. Dazu intervenierte er zunächst bei den Bischofswahlen, darunter auf Istrien. Die dortigen Bischöfe fielen von Grado ab und unterstellten sich Aquileia im Langobardenreich. Der Papst tröstete den Patriarchen von Grado wegen des erlittenen Unrechts, drohte den istrischen Bischöfen mit ihrer Absetzung. Gfrörer glaubt, Grado werde von den Franken, vom ihm selbst und von den „Römern“ – damit könnten nur die Byzantiner gemeint sein – wieder in seine Rechte eingesetzt werden, zumal Istrien formal immer noch zum Römerreich gehört habe (S. 72). Gegen Mauritius, „den Schützling der Griechen“, ging Desiderius durch die Gefangennahme von dessen Sohn vor, eine „Gewaltthat“, die sowohl Johannes Diaconus als auch Andrea Dandolo, wie Gfrörer betont, verschweigen. Doch diese Konstellation war bald überholt, als nämlich Karl Desiderata verstieß, Karlmann noch im selben Jahr 771 starb und Karl alleiniger Herrscher des Frankenreiches wurde. Der brüskierte Desiderius arbeitete nun auf einen Sturz Karls hin, indem er Karlmanns Kinder aufnahm und vom Papst forderte, den Älteren zum König zu erheben. Doch Hadrian I. habe dies abgelehnt, wovon ihn auch kein Heer vor den Toren Roms habe abbringen können. Im Herbst 773 überschritt Karls Heer die Alpen, eroberte die Hauptstadt Pavia, nahm Desiderius als Gefangenen mit ins Frankenreich. Mauritius brauchte zwar von langobardischer Seite her dadurch nichts mehr zu fürchten, doch nun „drückte das eben entstehende Weltreich der Franken auf den kleinen, aber reichen Staat der Lagunen“ (S. 75). Auch nach innen gab es Auseinandersetzungen, wie die Abtrennung der „Eilande Olivolo, Rupe (Luprio), Dorsoduro und Rialto“ von Malamocco belegen, wodurch ein eigenes Bistum entstand „mit Sitz im Schlosse von Olivolo“, wie Gfrörer wieder Dandolo übersetzt. Dies sei „der erste Anfang von Stadt Venedig, wo seit dem 9. Jahrhundert die Dogen für immer ihre Wohnung nahmen.“ Die Einsetzung des 16-jährigen „Griechen“ Christophorus zum Bischof von Olivolo im Jahr 798 habe „dem herrschenden Hause bittern Haß zugezogen“. Diese Geste habe Konstantinopel verlangt, weil man dort gegen das neue Zentrum misstrauisch geworden war – nach Gfrörer zu Recht. Die Übermacht der Franken zwang Mauritius ohnehin zu einem engeren Anschluss an Byzanz. Hieraus erkläre sich, so der Autor, ein scharfer Wandel in der Verfassung, denn die Veneter hätten, so bereits Dandolo, dem Dogen ihre Dankbarkeit erwiesen, indem dieser seinen Sohn zum Mitherrscher und Nachfolger bestimmen konnte. Dieser Sohn namens Johann habe insgesamt 25 Jahre geherrscht, davon neun „gemeinschaftlich mit seinem Vater Mauritius, dann abermal neun allein, und endlich die weiteren sieben neben seinem Sohne Mauritius II.“ (S. 77). Unter der Annahme, die Gfrörer trifft, Mauritius I. sei 787 gestorben, habe sich der Verfassungswechsel im Jahr 778 ereignet. Die Mitwirkung der Veneter durch eine Wahl hält Gfrörer für eine „Scheinwahl“, der „Nerv dieser Maßregel“ sei jedoch von Konstantinopel und dem dortigen Hof ausgegangen. Dort habe man die Erlaubnis zur Bildung einer Erbmonarchie erteilt, weil man fürchtete, Mauritius könnte um die „gewünschte Gnade“ am fränkischen Hof nachsuchen. Genauso verfuhr nach Meinung Gfrörers der Hof bei der Einsetzung Mauritius' II. 787 sei der Doge „alt und lebenssatt“ gestorben.
Heinrich Kretschmayr betonte sehr viel stärker den Zentralismus und das nach seiner Auffassung damit verbundene Größenwachstum Malamoccos, das „die zuströmenden Massen nicht mehr fassen kann und reichlicher als bisher an die Inseln von Rialto abgeben muſs“. Ähnlich wie beim Verhältnis von Heracliana und Jesolo, wo in der ersten Besiedlungsphase ein Bistum entstand, so verhielt es sich zwischen Malamocco und Olivolo. „Im Jahre 774/775 wurde diese bunte Inselwelt aus ihrer kirchlichen Unterordnung unter Malamocco gelöst und ein Episkopat auf der bedeutendsten Insel, Olivolo, errichtet.“ Dabei bedeutet, wieder nach Kretschmayr, diese Errichtung „den ersten Gründungsakt der Stadt Venedig.“ Die Hilfe einer venezianischen Flotte bei der Eroberung Pavias hält er für „eine später ersonnene patriotische Fabel“ (S. 53).
John Julius Norwich glaubte 1977, mit der Wahl Maurizio Galbaios „the situation began to improve“. Die Erhebung seines Sohnes zum Mitdogen sah Norwich als große Gefahr: „this step was as dangerous as it was unprecedented. Teodato Ipato, it was true, had succeeded his father, but his successsion had not been immediate and in any case had been sanctioned by the popular vote.“ So musste der neue Doge nicht einmal mehr bestätigt werden.
Die moderne Forschung, etwa Andrea Castagnetti, akzeptiert die Angaben der Chronik des Andrea Dandolo nicht mehr. Sie greift wieder auf die sehr viel zeitnähere Chronik des Johannes Diaconus zurück und setzt auf deren Grundlage das Todesjahr des Mauritius in das Jahr 797.

### Erzählende Quellen
- La cronaca veneziana del diacono Giovanni, in: Giovanni Monticolo (Hrsg.): Cronache veneziane antichissime (= Fonti per la Storia d’Italia [Medio Evo], IX), Rom 1890, S. 98–100 (Digitalisat, PDF).
- Ester Pastorello (Hrsg.): Andreae Danduli Ducis Venetiarum Chronica per extensum descripta aa. 46-1280 (= Rerum Italicarum Scriptores XII,1), Nicola Zanichelli, Bologna 1938, 2. Aufl., S. 119–121. (Digitalisat, S. 118 f.)

### Rechtsetzende Quellen, Briefe
- Paul Fridolin Kehr (Hrsg.): Italia pontificia, Bd. VII, 2, Berlin 1925, S. 39, 127.
- Roberto Cessi (Hrsg.): Documenti relativi alla storia di Venezia anteriori al Mille, Bd. I, Padua 1942, n. 30, S. 46–49 („770-72. L'arcivescovo di Grado Giovanni a papa Stefano III (IV)“) (Digitalisat), n. 36, S. 55 f. („785. Adriano I papa a Carlo Magno“, Vertreibung der Venezianer aus der Pentapolis) (Digitalisat)
- Louis Duchesne (Hrsg.): Le liber pontificalis, Bd. I, Paris 1981, S. 491.